# مارک اوبراین
مارک اوبراین (انگلیسی: Mark O'Brien؛ زادهٔ ۷ مهٔ ۱۹۸۴) بازیگر و کارگردان فیلم اهل کانادا است. وی در سال ۲۰۲۰ برندهٔ جایزه هنرهای تصویری کانادا شد..
از فیلم‌ها یا برنامه‌های تلویزیونی که وی در آن نقش داشته‌است، می‌توان به ورود، به‌زودی، تاریک‌ترین ذهن‌ها، رقیب پیشتاز، اوقات بد در ال‌رویال، داستان ازدواج، چگونه پایان می‌پذیرد، هانیبال، ماجراهای مرداک، نجات امید و انبار ۱۳ اشاره کرد.